# Hockey en fauteuil roulant électrique

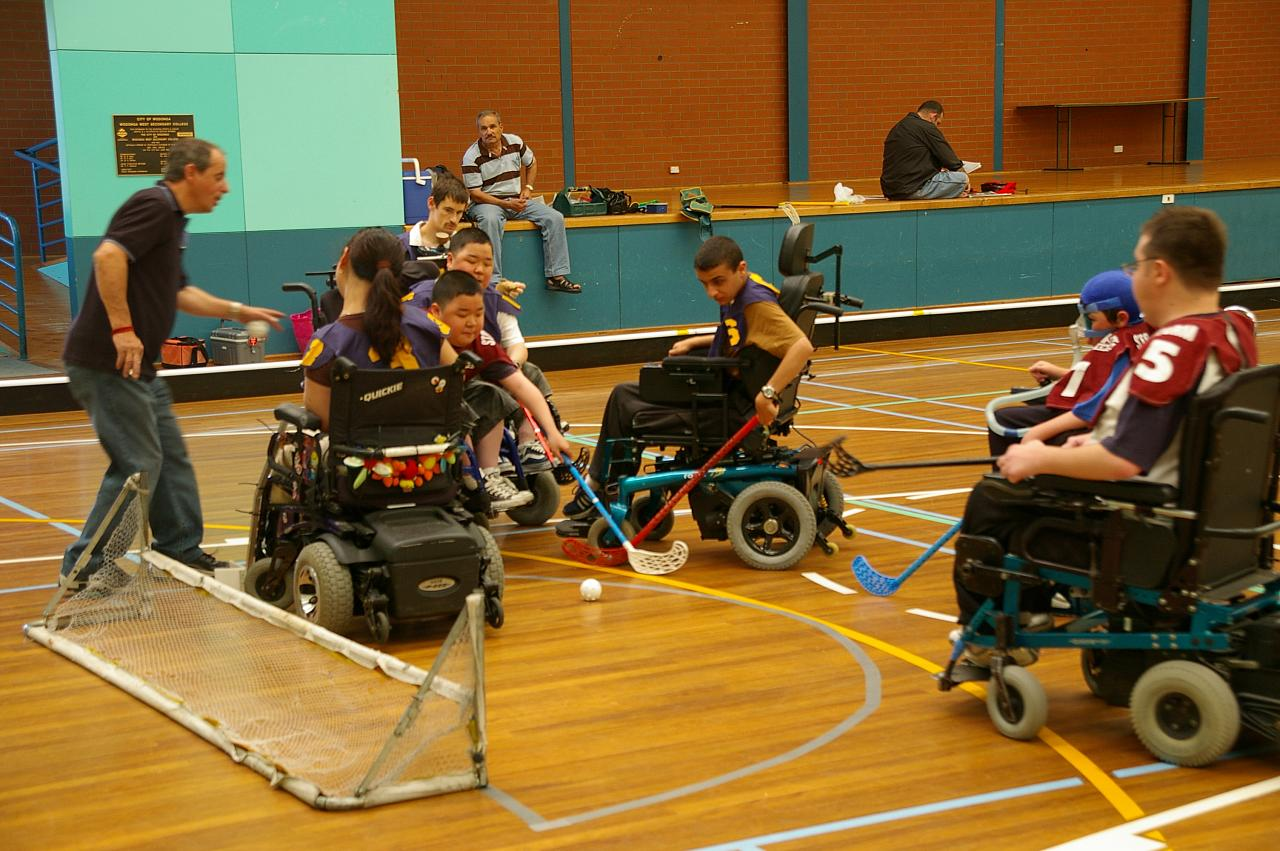
Partie de hockey (2007).

Le hockey en fauteuil roulant électrique est un sport d'équipe destiné aux personnes à mobilité réduite. Fondé en 1970, il est pratiqué en Europe et régi par la Fédération internationale des sports en fauteuil et pour amputés (IWAS). La langue officielle pour les rencontres internationales est l'anglais.
Il est pratiqué sous une forme différente aux États-Unis sous le nom de Power Hockey.

## Équipement

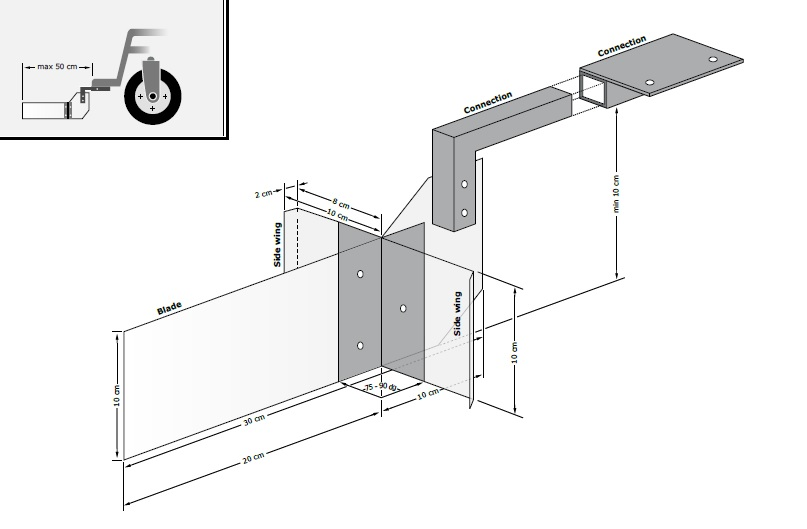
Schéma d'un T-stick.

Pour jouer la balle, un maximum de 3 joueurs utilisant une crosse sont autorisés sur le terrain. Les autres joueurs portent des crosses fixes nommées T-stick. Le T-stick peut être pourvu d'ailettes latérales pour une meilleure maîtrise de la balle, il doit être en polyéthylène haute densité opaque. Le T-stick est fixé au châssis du fauteuil roulant électrique de façon rigide.

## Composition
Une équipe de hockey en fauteuil roulant électrique est composée d'un minimum de 5 joueurs sur le terrain, avec un maximum de 5 remplaçants en touche.
Le joueur occupant le poste de gardien est un porteur de T-stick et doit porter un maillot d'une couleur différente du reste de l'équipe. Seul le joueur ayant été désigné capitaine est autorisé à parler aux arbitres.
Les arbitres internationaux sont formés par l'ICEWH. Pour une rencontre internationale, on dénombre 5 arbitres. L'arbitre chef et le second arbitre sont sur le terrain ou autour, si le jeu ne permet pas d'avoir une vision lisible du jeu. L'arbitre assistant ou troisième arbitre est là pour remettre les bordures du terrain en place, car il arrive régulièrement au cours d'une rencontre qu'elles soient déplacées. Il veille aussi à ce que personne ne s'approche à moins d'un mètre du terrain. Le mètre situé autour du terrain est une zone réservée aux arbitres. Le score keeper enregistre les buts accordés par les arbitres de terrain, relève le nom du joueur et les changements de joueurs si la composition de l'équipe en jeu est modifiée, il doit également afficher le score du jeu en cours. Le time keeper surveille le temps de jeu, relève les temps morts et les minutes accordées pour les time out et les changements de joueurs.
Dans les rencontres nationales, il est fréquent de n'avoir que l'arbitre chef, le score keeper et le time keeper.

### Sources et liens externes
Traduit du règlement de l'ICEWH.